# Щ-104
«Щ-104» — советская дизель-электрическая торпедная подводная лодка времён Второй мировой войны, принадлежит к серии V проекта Щ — «Щука».

## История корабля
Лодка была заложена 20 марта 1932 года на заводе № 189 «Балтийский завод» в Ленинграде, в том же году была доставлена в разобраном виде на завод № 202 «Дальзавод» во Владивостоке для сборки и достройки, спущена на воду 19 апреля 1933 года, 6 ноября 1933 года вошла в состав Морских Сил Дальнего Востока под обозначением Щ-14.

### Служба
- 7 декабря 1933 года получила имя «Налим».
- 15 сентября 1934 года получила обозначение «Щ-104».
- В январе 1934 года совершила первый на ТОФ групповой поход вместе с «Щ-102» и «Щ-103», в том же году совершила поход с «Щ-103».
- В годы Второй мировой войны несла позиционную и дозорную службу в прибрежных водах. Совершила один боевой поход.
- В конце 1940-х годов возвращаясь с учений «Щ-104» обнаружила дрейфующий небольшой советский сейнер. Во время шторма его вынесло в океан, топливо и продовольствие закончились, средств радиосвязи на судне не было. После нескольких неудачных попыток судно было взято на буксир и доставлено в порт, после чего субмарина отправилась на базу[1].
- 10 июня 1949 года переименована в «С-93».
- 17 августа 1953 года исключена из состава флота.
- 1 октября 1953 года расформирована.
- в мае 1954 года находясь у стенки судостроительного завода №199 в Комсомольске-на-Амуре затонула во время демонтажа механизмов.
- 10 июня 1954 года была поднята и передана «Главвторчермету» для разделки на металл.

## Командиры лодки
- 1933—1934-… — Н. С. Ивановский
- 13 апреля 1939 – 21 ноября 1940 — В. И. Гидульянов
- … — август 1945 — … Т. Д. Косенко

## Сноски и источники
1. ↑  Архивированная копия. Дата обращения: 5 февраля 2008. Архивировано 8 июня 2008 года.